# Втілене пізнання
Втілене пізнання (англ. Embodied cognition) — теорія, яка припускає, що розум потрібно розглядати в його взаємозв'язках з фізичним тілом, яке в свою чергу взаємодіє з навколишнім середовищем.
Втілене пізнання — предмет дослідження соціальної та когнітивної психології, яка охоплює такі питання, як соціальна взаємодія та прийняття рішень.
Відповідно до теорії втіленого пізнання, між чуттєво-моторним досвідом і поведінкою, емоціями, ухваленням рішень існує складний зв'язок. Мозок працює у взаємозв'язку з фізичними факторами, а відчуття пов'язані як з несвідомим, так і з свідомим мисленням.
Наприклад, якщо піддослідний тримає олівець в зубах, тим самим будуть задіяні м'язи, які працюють, коли людина посміхається, то він сприймає приємні висловлювання швидше, ніж неприємні. Якщо ж олівець знаходиться між носом і верхньою губою, включаючи в роботу м'язи, які діють, коли ми хмуримося, то спостерігається протилежний ефект.

## Історія
Хоча дослідження втіленого пізнання проводилися з 1980-х років, популярність цей напрямок набуло в 1990-і, завдяки публікації двох робіт:
- «Втілений розум: когнітивна наука і людський досвід» Ф. Варела, Е. Томпсона і Е. Рош, де була висловлена ідея про вкоріненості пізнання в досвіді взаємодії організму з навколишнім світом;
- «Філософія у плоті» Дж. Лакофф і М. Джонсона, автори якої продемонстрували, що тіло людини і його взаємодію з навколишнім середовищем є основним джерелом метафор в людській мові[5].

## Шість ідей про втілене пізнання
Маргарет Вілсон, американський психолог, доцент Каліфорнійського університету Санта-Круз, що вивчає тілесні аспекти пізнання і проблеми еволюції, виділяє шість аспектів втіленого пізнання:
- Пізнання вкорінене в середовищі. Воно відбувається під впливом зовнішніх подразників, що викликають реакції, відповідні задачі. Таке пізнання є базовим.
- Пізнання працює в умовах дефіциту часу. Нам доводиться мати справу з обмеженням часу, відведеного на виконання дії.
- Ми передаємо частину пізнавальної роботи навколишньому середовищу, щоб зменшити когнітивне навантаження. Довідники, словники, комп'ютерні файли тощо — Все це можна вважати пристосуваннями, що допомагають уникати запам'ятовування зайвої інформації.
- Навколишнє середовище — частина когнітивної системи. Щоб розібратися в процесах пізнання, потрібно вивчати одночасно і ситуацію, і суб'єкта, який в ній перебуває.
- Завдання пізнання — управління дією. Потрібно вивчати когнітивні процеси c точки зору їх впливу на поведінку, відповідну певній ситуації.
- Пізнання, навіть будучи відірваним від навколишнього середовища, засноване на механізмах переробки сенсорної інформації і моторного контролю.

## Критика
Хоча для підтвердження теорії втіленого пізнання було проведено і проводиться багато досліджень, інтерпретація результатів і їхня соціальна значимість можуть бути поставлені під сумнів. Однак вчені продовжують удосконалювати методи дослідження проявів втіленого пізнання. Бредфорд З. Мейхон і Альфонсо Карамаззо пишуть, що дух ревізії класичних уявлень про роботу свідомості (mind), до якої призводить гіпотеза втіленого пізнання, вітається, але конкретні положення теорії не підтверджуються емпіричними доказами.

## Додаткова література
- Тальма Лобель. Теплая чашка в холодный день: Как физические ощущения влияют на наши решения. — М., 2014. — 259 с. — ISBN 978-5-9614-4698-2.